# Carcharhinus falciformis
Lo squalo seta (Carcharhinus falciformis Müller & Henle, 1839), vedi: (Regolamento (UE) 2019/124 del Consiglio del 30 gennaio 2019 31.1.2019 L 29/1 G.U. dell'Unione Europea) e (G.U. della Repubblica Italiana 2ª Serie speciale - n. 59 del 01-08-2019), è uno squalo pelagico, conosciuto anche con il nome di squalo sericeo, di grandi dimensioni appartenente al genere Carcharhinus ed alla famiglia Carcharhinidae.

## Areale

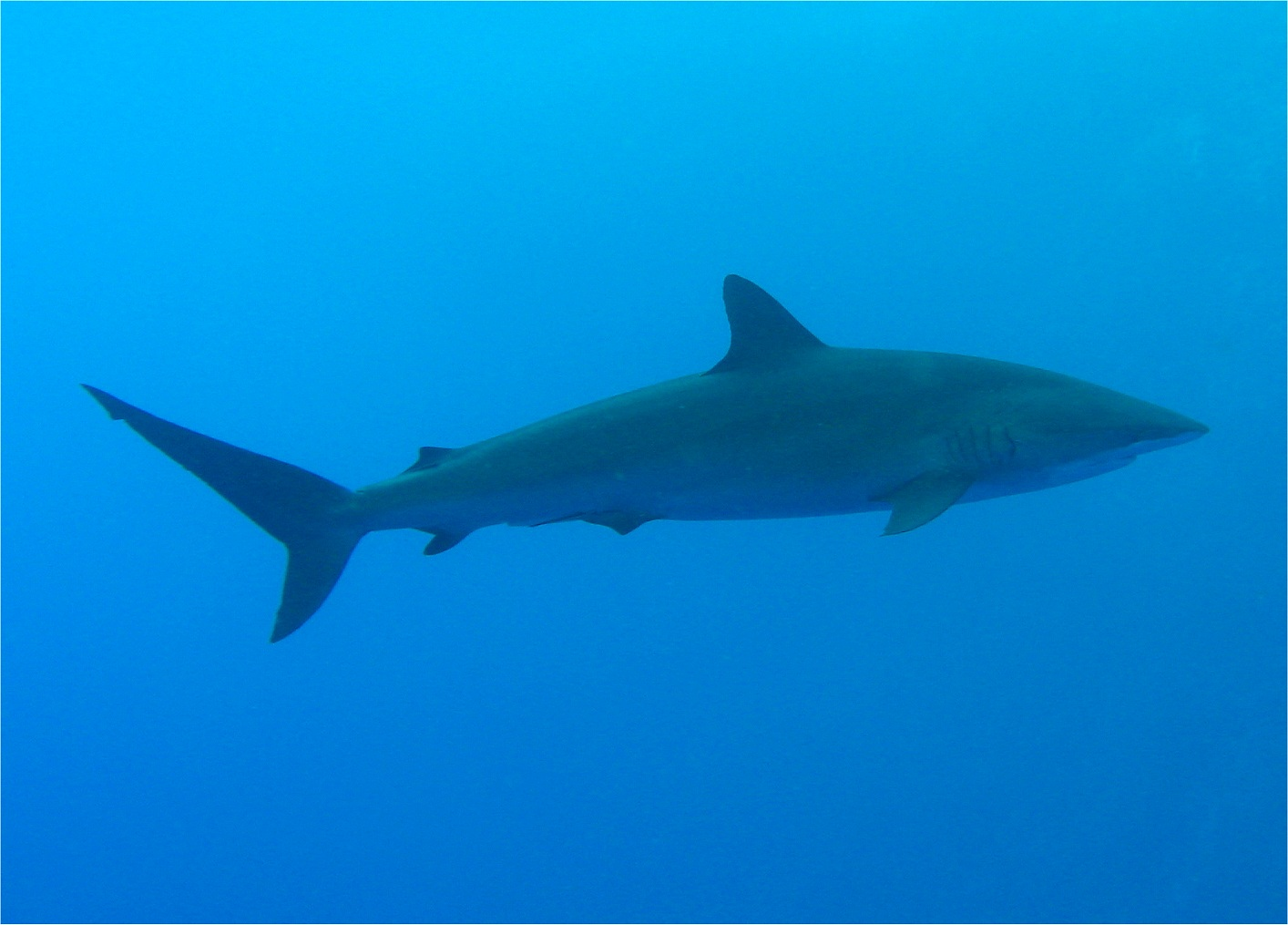
Questi squali si incontrano spesso in mare aperto.

Si trovano in tutto il mondo, in mari a temperatura maggiore di 23 °C. Di solito vive al largo, ma si può avvicinare alle coste, specialmente in prossimità di isole oceaniche isolate.
Nell'Oceano Atlantico, se ne trovano dallo stato del Massachusetts alla Spagna a nord, e dal Brasile meridionale all'Angola settentrionale a sud. Sono presenti nel Mar Mediterraneo, nel Golfo del Messico, nel Mar dei Caraibi. Abitano inoltre l'intero Oceano Indiano, tanto a sud da raggiungere il Mozambico da un lato e l'Australia occidentale dall'altro. Il Mar Rosso ed il Golfo Persico appartengono anch'essi all'areale. Nell'Oceano Pacifico, a nord l'areale raggiunge Cina e Giappone da un lato, la Baja California ed il Golfo di California dall'altro, a sud si estende dalla zona di Sydney, Australia alla Nuova Zelanda sino al Cile. Basandosi su dati storici, quattro differenti popolazioni sono state individuate: atlantica nordoccidentale, pacifica centroccidentale, pacifica orientale e indiana.

## Habitat
Vivono principalmente in oceano aperto, e sono più comunemente avvistati nella zona compresa tra la superficie fino alla profondità di 200 metri. Possono spingersi fino a 500 metri di profondità, che superano difficilmente, anche se un esemplare è stato avvistato addirittura a 4000.
Studi specifici compuiti nell'area tropicale pacifica e nel Golfo del Messico nordoccidentale hanno provato che questi squali spendono il 99% del loro tempo al di sopra dei 50 metri di profondità, e l'80-85% del tempo in acque tra i 26 ed i 30 °C; tutto questo indipendentemente dall'ora del giorno o della notte.
La specie predilige i bordi delle piattaforme continentali ed insulari, al di sopra di barriere coralline profonde e presso isole. Sulle coste dei continenti l'areale si estende molto più a nord ed a sud che in oceano aperto. Può avventurarsi in acque costiere profonde solo 18 metri..
Si muovono molto e migrano, anche se i dettagli del processo di migrazione sono poco noti. Alcuni esemplari sono stati osservati mentre si spostavano anche di 60 km al giorno e coprivano distanze totali fino a 1339 km. Gli esemplari di grandi dimensioni si spostano in genere di più. Nel Pacifico, ma probabilmente anche altrove, spendono i mesi invernali a latitudini più grandi, in modo particolare durante gli anni in cui l'effetto di El Niño è più consistente. Nell'Atlantico settentrionale, la maggior parte di questi squali segue la Corrente del Golfo a nord lungo la East Coast. Nel Golfo di Aden, è più comune incontrarli in tarda primavera ed estate.

## Aspetto
La forma del corpo è quella tipica degli squali nell'immaginario collettivo, snella e con la pelle liscia e setosa. Presenta un muso arrotondato, gli occhi grandi e la bocca relativamente piccola. I denti presentano cuspidi.Sul dorso il colore è marrone grigiastro e sul ventre è bianco senza tessiture particolari. Ciò che distingue il Carcharhinus falciformis dagli altri squali è la seconda pinna dorsale, dotata di una punta che si eleva per un'altezza pari a 2 volte e mezza quella della pinna stessa. La prima dorsale è inoltre posta molto più indietro di quella degli altri Carcharhiniformes: la sua base è all'indietro rispetto alle pinne pettorali.
La lunghezza massima registrata è di 3.5 metri, ma generalmente non superano i 2.4 metri.

## Biologia

### Comportamento
Il Carcharhinus falciformis è più attivo, anche se meno aggressivo, degli altri due squali pelagici, la verdesca (Prionace glauca) e il pinna bianca oceanico (Carcharhinus longimanus). Si avvicina alle coste più frequentemente delle altre due specie, ma rimane uno squalo pelagico, anche perché le sue sortite vicino a terra rimangono rare in termini assoluti. Molto più facilmente lo si trova vicino a barriere coralline con pendenze elevate. Si tratta di un pesce solitario, anche se spesso è accompagnato da banchi di tonni.

### Dieta

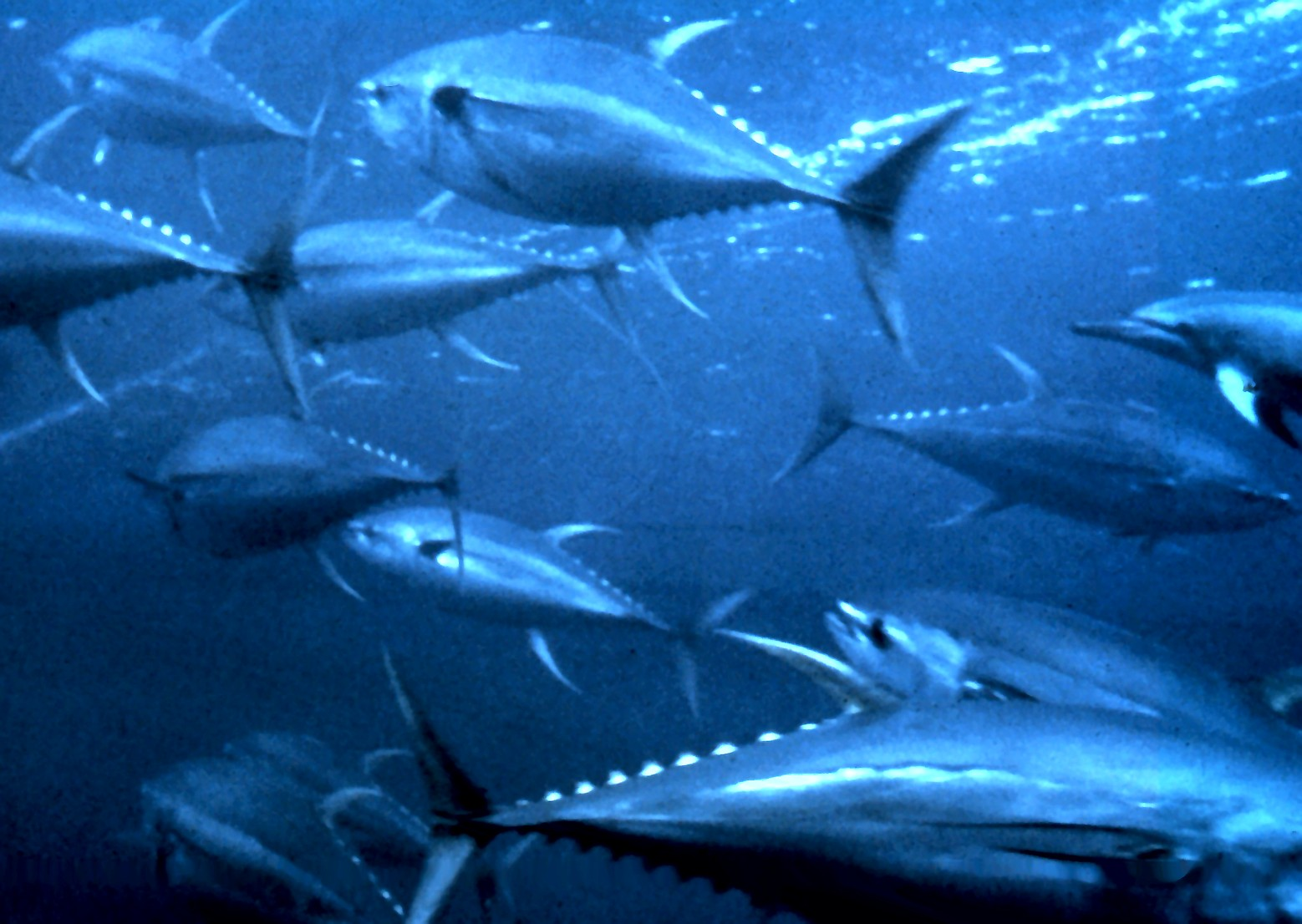
Tonni come questi sono tra le prede favorite del Carcharhinus falciformis, che spesso li insegue quando sono raggruppati in banchi.

Sono predatori opportunisti, che si nutrono principalmente di pesci ossei sia al largo che vicino alle coste, ma anche di calamari, granchi ed argonauta. Vi sono evidenze fossili di sciacallaggio su carcasse di balena
Tra i pesci che cadono preda di questi squali troviamo tonni, sgombri, sardine, cernie, pesci delle famiglie Mugilidae e Lutjanidae e del genere Decapterus, chifosidi, pesci gatto di mare, anguille, pesci lanterna, monacantidi, pesci balestra, pesci istrice.
In presenza di grandi quantità di cibo si riuniscono in gruppi numerosi. Uno di questi gruppi è stato osservato nel Pacifico mentre costringeva pesci più piccoli a stringersi uno addosso all'altro in una massa compatta vicino alla superficie, in modo da intrappolarli e poterli divorare più facilmente. In questi casi gli squali non fanno altro che attraversare i banchi di prede con la fauci spalancate e li bloccano ai lati della mascella. Anche se la caccia avviene in gruppo, ogni individuo porta gli attacchi singolarmente ed indipendentemente dagli altri.
Alcuni studi condotti al largo della Florida e delle Bahamas hanno evidenziatò la forte sensibilità della specie ai suoni, in particolare agli impulsi irregolari a bassa frequenza (nella banda 10-20 Hz). In vari esperimenti, questi suoni riprodotti sott'acqua hanno attirato squali lontani centinaia di metri. Gli squali in questione si orientano in base a questi suoni perché sono simili a quelli emessi da prede quali uccelli o delfini, e pertanto indicano fonti di cibo promettenti. Gli stessi studi hanno dimostrato come dopo essere stato attirato dal suono, uno di questi squali si ritira rapidamente se il suono cambia improvvisamente in ampiezza o tono. La reazione non è necessariamente legata alla comparsa di predatori che emettono suoni di disturbo. Se esposti ripetutamente a questi cambiamenti di tonalità ed ampiezza, i Carcharhinus falciformis vi si abituano e smettono di fuggire, anche se l'apprendimento richiede più tempo che nel più coraggioso Carcharhinus longimanus.
La forza del morso delle mascelle lunghe 2 m è stata misurata e raggiunge gli 890 N. Vi è un'interessante relazione tra questa specie ed i tonni: al largo del Ghana, praticamente ogni banco di tonni ha uno di questi squali che la insegue, e nel Pacifico orientale i danni agli attrezzi da pesca sono così ingenti che i pescatori di tonni hanno soprannominato la specie squalo mangiatore di reti. Questi squali rivaleggiano con i delfini dal naso a bottiglia per il cibo, quando entrambi gli animali prendono di mira lo stesso banco di prede. La quantità di cibo che i delfini riescono a catturare si riduce in presenza di squali. se gli squali sono in grande numero, tendono ad occupare il centro del banco, mentre i delfini sono confinati alla periferia, probabilmente in maniera volontaria, in modo da evitare di rimanere feriti durante gli attacchi dei pescecani. Al contrario, se i delfini si riuniscono in numero sufficiente, sono in grado di allontanare gli squali. Indipendentemente da chi dei due animali sia in vantaggio, squali e delfini non hanno attaggiamenti esageratamente aggressivi verso l'un l'altro.

### Riproduzione

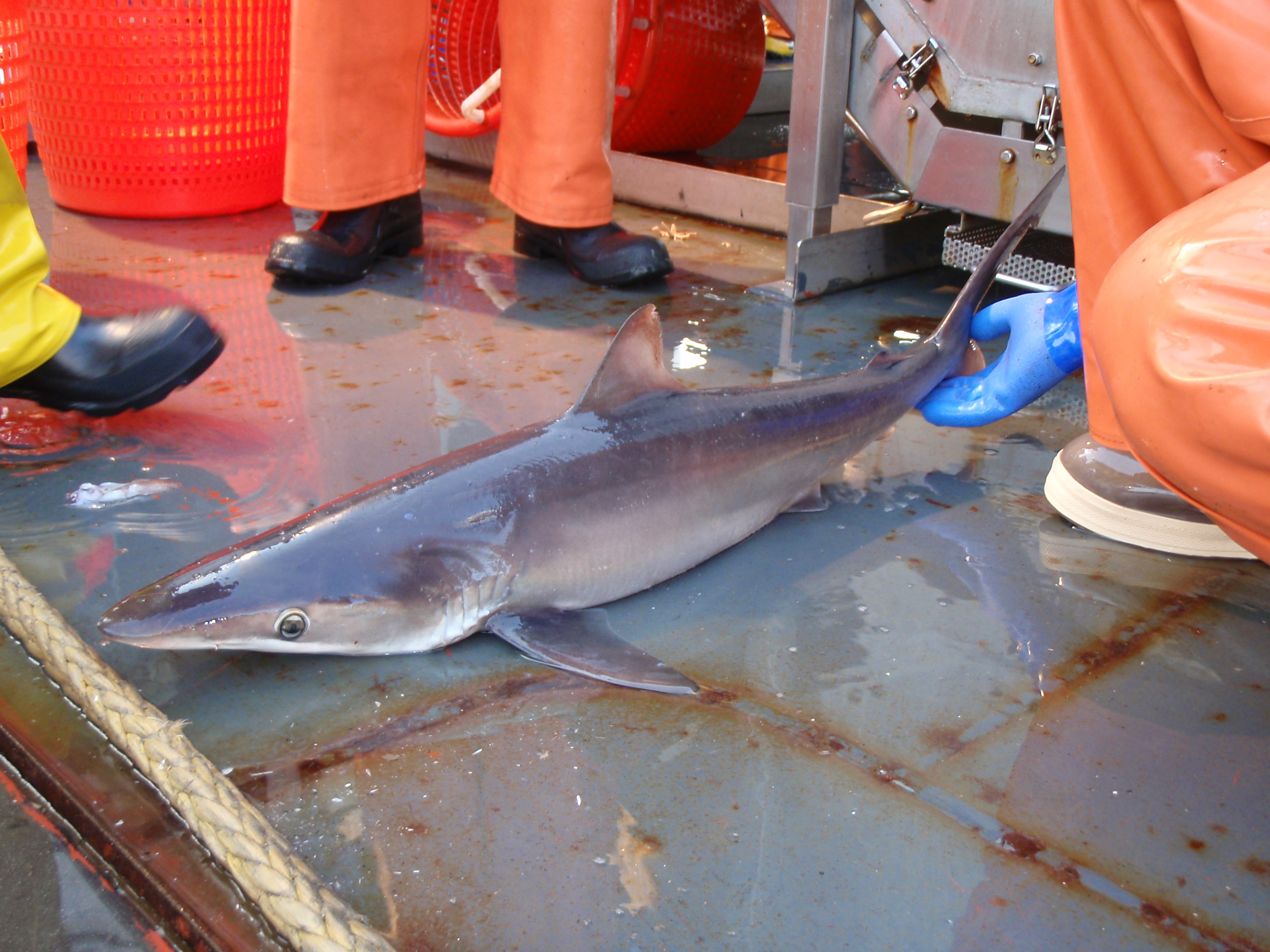
Un giovane esemplare della specie. Le madri mettono al mondo squaletti vivi e completamente formati.

Come le altre specie della famiglia, questi squali sono vivipari e gli embrioni, una volta esaurita la riserva di tuorlo si nutrono durante la crescita attraverso il sacco vitellino, dopo che questi si è trasformato in una connessione placentale tra figlio e madre. Contrariamente a quanto accade per altri squali vivipari, la placenta di questa specie è diversa da quella dei mammiferi per il fatto che non vi è mescolanza di tessuti tra madre e figlio. Inoltre, i globuli rossi fetali sono molto più piccoli di quelli materni, al contrario di ciò che avviene nei mammiferi. Le femmine adulte hanno un unico ovario funzionale (sul lato destro) e due uteri funzionali, che sono divisi longitudinalmente in compartimenti da dedicare ai diversi embrioni.
Si ritiene che quasi ovunque si riproducano per tutto l'anno, mentre l'accoppiamento nel Golfo del Messico avviene in tarda primavera o all'inizio dell'estate (da maggio ad agosto). Errori nella raccolta dati possono comunque aver oscurato comportamenti stagionali anche in altre zone. Le femmine mettono al mondo la prole ogni anno o ogni due dopo una gestazione di 12 mesi circa. Le dimensioni della cucciolata possono essere comprese tra 2 e 14, ma altre fonti individuano i limiti in 1 e 16 esemplari, il numero essendo più grande in relazione alle dimensioni della madre. Il numero tipico è di 6-12 squaletti.
La nascita avviene in apposite aree nido sul bordo esterno della piattaforma continentale, dove molto cibo è disponibile e attacchi da parte di grossi squali di altre specie che vivono al largo sono meno probabili. Il rischio legato alla predazione ha sviluppato nei cuccioli una capacità di crescita molto rapida, che gli permette di crescere di 25–30 cm nel primo anno di vita. Dopo qualche mese (o prima del primo inverno nel Golfo del Messico) il giovane squalo abbandona l'area protetta per inoltrarsi in oceano aperto.
| Area                      | Lunghezza alla nascita | Lunghezza del maschio alla maturità | Lunghezza della femmina alla maturità |
| ------------------------- | ---------------------- | ----------------------------------- | ------------------------------------- |
| Atlantica nordoccidentale | 68–84 cm               | 2.15-2.25 m                         | 2.32-2.46 m                           |
| Atlantica orientale       | ?                      | 2.20 m                              | 2.38-2.50 m                           |
| Indiana                   | 56–87 cm               | 2.39-2.40 m                         | 2.16-2.60 m                           |
| Pacifica occidentale      | ?                      | 2.10-2.14 m                         | 2.02-2.20 m                           |
| Pacifica centrale         | 65–81 cm               | 1.86 m                              | 2.00-2.18 m                           |
| Pacifica orientale        | 70 cm                  | 1.80-1.82 m                         | 1.80-1.82 m                           |

La vita e la crescita di questi squali varia all'interno dell'areale (vedi tabella). Gli esemplari dell'Atlantico nordoccidentale sono tendenzialmente più grandi di quelli del Pacifico centro occidentale a tutte le età, mentre gli individui del Pacifico orientale sono più piccoli di tutti gli altri. Gli esemplari atlantici orientali ed indiani sembrano raggiungere e superare la lunghezza degli atlantici nordoccidentali, ma non vi sono dati a sufficienza per esserne certi.
Il tasso di crescita è in generale moderato se confrontato con squali di altre specie e simile per entrambi i sessi, anche se può variare sensibilmente tra i singoli esemplari. Nel Pacifico centrale ad esempio, uno studio ha asserito una crescita più lenta delle femmine rispetto ai maschi, ma può darsi che pochi dati su femmine di grandi dimensioni fossero disponibili. La crescita rapida è stata osservata nel Golfo del Messico settentrionale, la più lenta presso la costa nordorientale di Taiwan. Maschi e femmine raggiungono la maturità sessuale all'età di 6-10 anni e 7-12 anni rispettivamente. Gli squali che vivono in acque temperate crescono più lentamente di quelli in acque calde. La vita massima è di almeno 22 anni.

## Interazioni con l'uomo
Per i sub non costituisce generalmente un grande pericolo, ma in presenza di pesci fiocinati o se approcciato in modo troppo diretto può diventare aggressivo e di conseguenza è considerato potenzialmente pericoloso.